# Machetis aphrobola
Machetis aphrobola är en fjärilsart som beskrevs av Edward Meyrick 1884. Machetis aphrobola ingår i släktet Machetis och familjen praktmalar, Oecophoridae. Inga underarter finns listade i Catalogue of Life.